# Eugasteroides
Eugasteroides är ett släkte av insekter. Eugasteroides ingår i familjen vårtbitare.
Kladogram enligt Catalogue of Life:
| Eugasteroides | \| \| Eugasteroides frater \| \| \| \| \| \| Eugasteroides inermis \| \| \| \| \| \| Eugasteroides karschi \| \| \| \| \| \| Eugasteroides loricatus \| \| \| \| \| \| Eugasteroides servillei \| \| \| \| \| \| Eugasteroides woodii \| \| \| \| |
|               | \| \| Eugasteroides frater \| \| \| \| \| \| Eugasteroides inermis \| \| \| \| \| \| Eugasteroides karschi \| \| \| \| \| \| Eugasteroides loricatus \| \| \| \| \| \| Eugasteroides servillei \| \| \| \| \| \| Eugasteroides woodii \| \| \| \| |
|               | Eugasteroides frater |
|               | |
|               | Eugasteroides inermis |
|               | |
|               | Eugasteroides karschi |
|               | |
|               | Eugasteroides loricatus |
|               | |
|               | Eugasteroides servillei |
|               | |
|               | Eugasteroides woodii |
|               | |